# Waterlelies (Monet)

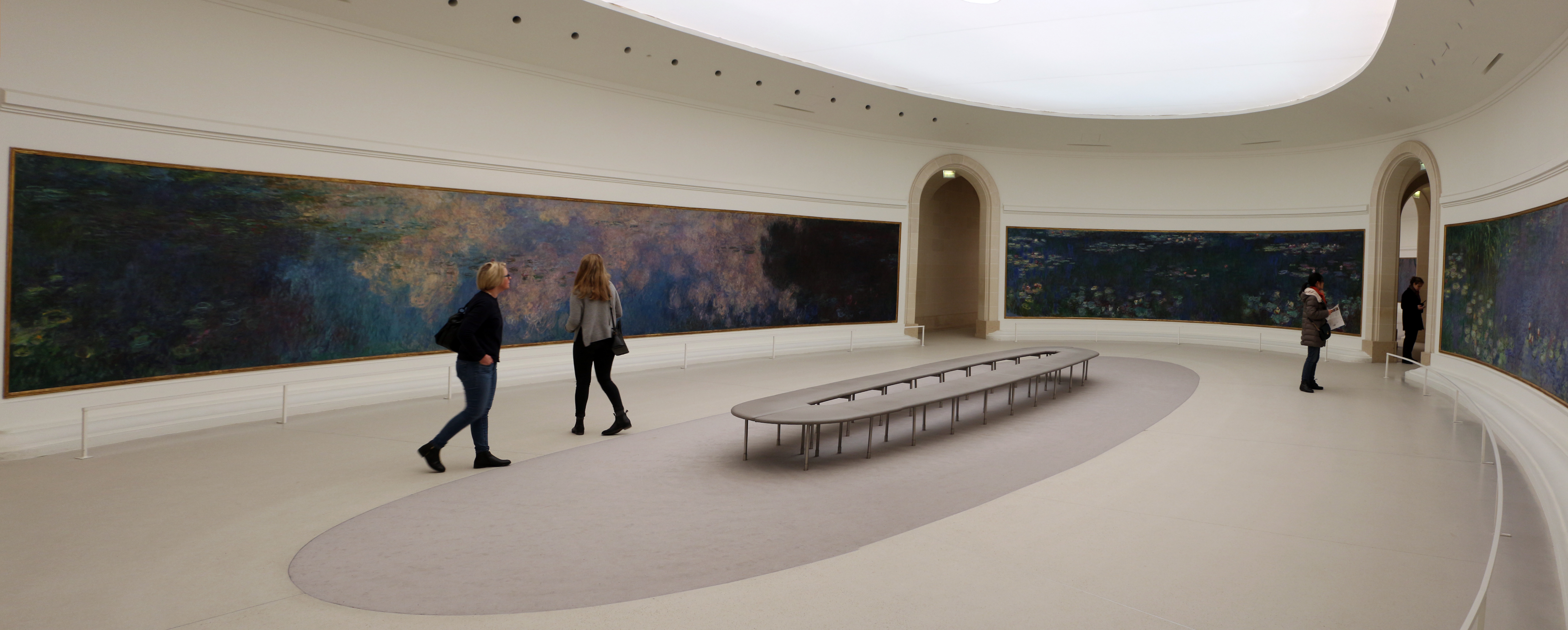
Waterlelies in Musée de l'Orangerie

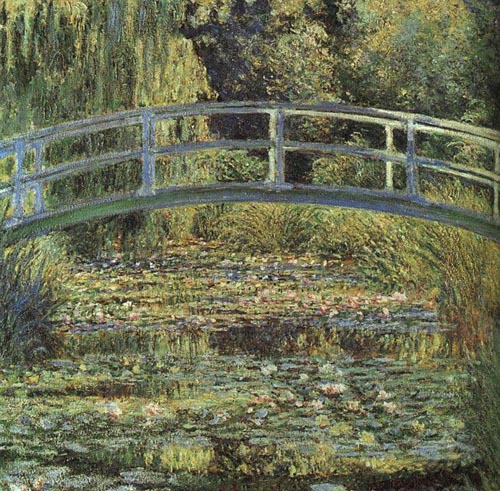
De Japanse brug en de waterlelies, 1899, National Gallery

De Waterlelies (Frans: Nymphéas ) zijn vele verschillende impressionistische schilderijen van waterlelies van de Franse kunstschilder Claude Monet.
Monet had bij zijn atelier in Giverny in de jaren 1890 een kleurrijke tuin met een vijver laten aanleggen om (half in de openlucht) zijn geliefde motief bij allerlei weersomstandigheden te kunnen schilderen. Hij hoefde ook niet zo veel meer op reis te zijn en was meer thuis bij zijn vrouw en kinderen.
Monet schilderde veel verschillende variaties op dit thema. Alleen al in de periode 1899-1900 maakte hij achttien verschillende waterlelieschilderijen.

## Muurschilderingen
In de periode 1914-1926 maakte Monet een serie enorme muurpanelen met waterlelies voor het Musée de l'Orangerie in de Tuilerieën in Parijs. Omdat Monet op het einde van zijn leven vermoedelijk grotendeels blind was, zou hij deze zogenaamde reflexlandschappen (landschap zonder uitdrukkelijke weergave van lucht of horizon) voornamelijk uit zijn geheugen geschilderd hebben. Hij schonk deze werken aan zijn goede vriend Paul Clemenceau. Clemenceau had Monet, tijdens het verzakken van zijn zicht, namelijk gestimuleerd om toch verder te schilderen. Monet schonk de werken als een 'eerbetoon aan de vrede'. De schilderijen waren lange tijd ontoegankelijk voor publiek, maar zijn nu weer de voornaamste pronkstukken van het recent gerenoveerde museum.

## Musea
Waterlelieschilderijen van Monet bevinden zich onder andere in het Musée Marmottan Monet, het Musée d'Orsay, de Neue Pinakothek in München en het Museum of Modern Art in New York.
Er zijn versies van de waterlelies met de Japanse brug te zien in: het Metropolitan Museum of Art in New York, National Gallery in Londen, Art Institute of Chicago in Chicago en andere musea.

## Bassin aux nymphéas et sentier au bord de l’eau
Een waterlelieschilderij van Monet, Bassin aux nymphéas et sentier au bord de l’eau (1900), bracht in 1998 op een veiling bij Sotheby's in Londen 19,8 miljoen pond op; dat was op dat moment het hoogste bedrag dat ooit voor een werk van Monet werd betaald.